# Knockdhu Souterrain

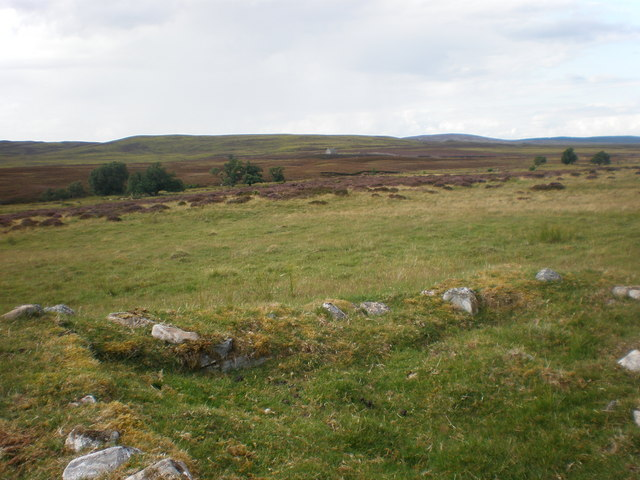
Knockdhu Souterrain

Knockdhu Souterrain (Irisch: Cnoc Dhubh, (englisch black hill) – Schwarzer Hügel) ist ein Beispiel für ein komplexes Souterrain. Es liegt bei Carncastle im County Antrim in Nordirland, circa acht Kilometer nordwestlich von Larne.
Von den mehr als 3.000 bekannten (geschätzt 30 – 40.000) Souterrains in Irland konzentrieren sich einige 100 im Nordosten der Provinz Ulster. Sie sind baulich komplizierter als bretonische, cornische, dänische und schottische Souterrains. Es wird zwischen „rock-cut“, „earth-cut“, „stone built“, „timber built“ und „mixed“ Souterrains unterschieden.
Knockdhu ist ein (stone-built) Souterrain, das heute durch eine senkrechte Zugangsröhre zugänglich ist. Es besteht aus über sechs durch Engstellen miteinander verbundenen Gängen (oder Kammern), die nicht alle erforscht sind. Die Gesamtlänge der Gänge beträgt etwa 35 m. Der vom Zugang aus erreichbare Gang ist in einer Richtung (vermutlich zum ehemaligen Zugang) nach einer kurzen Strecke blockiert. In der anderen Richtung spaltet sich der sich trapezoid erweiternde gerade aus Trockenmauerwerk gebildete erste Gang nach einigen Metern, in eine links gelegene kurze Kammer mit einem langen Belüftungsteil und den Zugangsbereich zu den restlichen gangartigen Kammern. Der etwas tiefer gelegene Bereich mit der zweiten Kammer wird durch eine Art Schlupf erreicht. Von ihr aus wird der innere Abschnitt, mit weiteren vier, jeweils sechs bis acht Meter langen Gängen erreicht, die alle auf derselben Ebene liegen und durch Kriechstellen miteinander verbunden sind. Die Gänge 1–4 liegen nahezu auf einer Achse. Vom vierten Gang, führt in der Mitte der rechten Seite ein Kriechgang in den fünften Gang. Dieser verläuft in umgekehrter Richtung parallel zum vierten. Der sechste Gang ist vom Ende des vierten Ganges aus zugänglich und verläuft in etwa rechtwinkelig zu diesem. Die meisten Gänge, mit Ausnahme des innersten, sind trocken und es liegt eine Menge Schutt auf dem Boden.